# 愛してる.com/劇的Joy！ビフォーアフター
愛してる.com/劇的Joy！ビフォーアフター為大森靖子於2016年2月17日的單曲。為大森靖子生產後的第一張作品。「愛してる.com」原本要收錄在絕對少女裡，但後來被收在MUTEKI這張專輯裡。MV由一直負責大森以前影像照片作品的二宮ユーキ負責。音樂後製由龜田誠治負責。「劇的Joy！ビフォーアフター」的音樂後製由奥野真哉負責，此曲為當年十月公開的《Heavy Shabby Girl》的主題曲。

## 曲目
- CD

1. 愛してる.com
2. 劇的JOY!ビフォーアフター
3. ファンレター